# Youwarou
Youwarou Cercle är en krets i Mali.   Den ligger i regionen Mopti, i den centrala delen av landet, 500 km nordost om huvudstaden Bamako. Antalet invånare är 106 768. Arean är 7 139 kvadratkilometer.
Terrängen i Youwarou Cercle är platt.